# Крестовниковые
Крестовниковые, или Сенециевые (лат. Senecioneae), — триба растений подсемейства Астровые (Asteroideae) семейства Астровые, или Сложноцветные (Asteraceae).

## Общая информация
Объём трибы — более ста родов и более трёх тысяч видов, распространённых по всей планете.
Жизненные формы крестовниковых разнообразны, но преобладают однолетние и многолетние травы. Встречаются также кустарники, лианы и, изредка, древесные растения (так называемые розеточные деревья).
Название трибы образовано от названия типового рода — Крестовник, или Сенецио (Senecio).
Как и у других представителей семейства Астровые, для Крестовниковых характерны собранные в корзинки трубчатые цветки, которые ближе к краю корзинки нередко бывают с длинным язычковым отгибом.
В Европейской части России наиболее известны три рода, относящиеся к этой трибе:
- Мать-и-мачеха — единственный вид рода распространён очень широко, встречается на пустырях, на обочинах дорог, рядом с жильём;
- Белокопытник — два-три вида; встречаются в оврагах, а также по берегам рек и ручьёв;
- Крестовник — несколько видов; встречаются рядом с жильём, в огородах, в полях, на опушке лесов.

## Роды
В трибу Крестовниковые входят, по разным данным, от 100 до 150 родов. Некоторые из них:
- Abrotanella Cass. — Абротанелла
- Aequatorium B.Nord.
- Alciope DC. ex Lindl.
- Arnoglossum Raf.
- Barkleyanthus H.Rob. & Brettell
- Bedfordia DC. — Бедфордия
- Blennosperma Less. — Бленносперма
- Brachyglottis J.R.Forst. & G.Forst. — Брахиглоттис. Тридцать видов из Новой Зеландии и один-два с Тасмании
- Cacaliopsis A.Gray — Какалиопсис
- Cadiscus E.Mey. ex DC. — Кадискус
- Caxamarca M.O.Dillon & Sagást. — Каксамарка
- Chersodoma Phil.
- Cineraria L. — Цинерария. Пятьдесят видов из Южной Африки и Мадагаскара. В садоводстве под цинерарией обычно понимают не представителей этого рода, а один из видов якобеи — Jacobaea maritima [syn. Senecio cineraria]
- Cissampelopsis (DC.) Miq. — Циссампелопсис
- Crassocephalum Moench — Крассоцефалум
- Cremanthodium Benth. — Кремантодиум
- Crocidium Hook. — Кроцидиум
- Delairea Lem.
- Dendrophorbium (Cuatrec.) C.Jeffrey — Дендрофорбиум
- Dendrosenecio (Hauman ex Hedberg) B.Nord. — Дендросенецио, или Дендрокрестовник. К этому роду относится знаменитое розеточное дерево, растущее на горе Килиманджаро — Крестовник килиманджарский (Dendrosenecio kilimanjari) (раньше этот род не выделяли из рода Крестовник)
- Dicerococlados — Дицерококладос
- Dolichlasium Lag.
- Dorobaea
- Doronicum L. — Козульник, или Дороникум. Более тридцати видов травянистых многолетних растений из Европы, Западной Азии, Сибири, большей частью растут в горной местности на высоте до 3500 м
- Emilia (Cass.) Cass. — Эмилия
- Erechtites Raf. — Эрехтитес
- Euryops (Cass.) Cass. — Эуриопс, или Эвриопс. Около ста видов трав и кустарников из Южной Африки
- Farfugium Lindl. — Фарфугиум. Два вида многолетних азиатских трав с крупными листьями, похожими на листья мать-и-мачехи. Род близок к роду Бузульник (Ligularia)
- Gymnodiscus Less. — Гимнодискус
- Gynoxys Cass. — Гиноксис
- Gynura Cass. — Гинура. Род из пятидесяти видов вечнозелёных многолетних трав, кустарников и лиан из Африки, Азии и Австралии
- Haastia Hook.f. — Хаастия, или Гаастия
- Hasteola Raf.
- Hertia Neck.
- Io — Ио. Монотипный род травянистых растений, встречающихся в горах Мадагаскара. Выделен в 2003 году из рода Крестовник (Senecio)
- Jacobaea Mill. — Якобея. К этому роду относится широко распространённый в Европе вид Якобея обыкновенная (Jacobaea vulgaris), который ранее входил в род Крестовник и имел название Крестовник Якова, или Крестовник луговой (Senecio jacobaea)
- Kleinia Mill. — Клейния. Род, включающий примерно сорок видов суккулентов из Африки, а также Западной и Южной Азия
- Lamprocephalus D.Nord.
- Lasiocephalus Schltdl.
- Lepidospartum (A.Gray) A.Gray — Лепидоспартум
- Ligularia Cass. — Бузульник, или Лигулярия, или Лигулария. В этот род входят около ста пятидесяти травянистых многолетников (большей частью из Восточной Азии), которые раньше включались в род Крестовник (Senecio). См. также Бузульник сизый (Ligularia glauca)
- Ligulariopsis
- Lopholaena DC.
- Luina Benth. — Луина
- Mikaniopsis Milne-Redh. — Миканиопсис
- Misbrookia
- Nemosenecio (Kitam.) D.Nord.
- Oligothrix DC. — Олиготрикс
- Othonna L. — Отонна. Сто пятьдесят видов многолетних трав, полукустарников и кустарников из Африки. Многие виды — суккуленты. Соцветия похожи на соцветия Крестовника
- Packera á.Löve & D.Löve. Многие виды из этого рода раньше включались в род Крестовник (Senecio)
- Paracalia Cuatrec. — Паракалия
- Parasenecio W.W.Sm. & J.Small — Лжекрестовник
- Pericallis D.Don — Перикаллис. Около пятнадцати видов травянистых многолетников и полукустарников, большей частью — с Канарских островов. В культуре больше всего известен Перикаллис гибридный (Pericallis × hybrida)
- Petasites Mill. — Белокопытник. Около двадцати видов многолетних трав, в большинстве своём с мощными корневищами. Ареал рода — все районы Северного полушария с умеренным климатом; отдельные виды доходят до субарктической зоны. Отличительная особенность белокопытников состоит в том, что свой рост после зимы они начинают с цветоносных побегов, а настоящие листья вырастают уже после цветения
- Phaneroglossa D.Nord.
- Psacalium Cass. — Псакалиум
- Pseudogynoxys (Greenm.) Cabrera — Псевдогиноксис
- Rainiera Greene
- Rhetinodendron Meisn. — Ретинодендрон. Монотипный род розеточных деревьев с островов Хуан-Фернандес (Чили). В настоящее время единственный вид этого рода — Rhetinodendron berteroi — включается в род Робинсония (Robinsonia) под названием Robinsonia berteroi
- Robinsonia DC. — Робинсония. Род из шести или семи видов розеточных деревьев с островов Хуан-Фернандес (Чили)
- Roldana La Llave — Ролдана. Пятьдесят видов однолетников, многолетников и полукустарников из Мексики и Центральной Америки.
- Rugelia Shuttlew. ex Chapm.
- Senecio L. — Крестовник. Самый крупный род среди всех цветковых растений: включает до трёх тысяч видов, встречающихся по всему миру и имеющих самые разнообразные жизненные формы — от однолетних трав до деревьев)
- Sinacalia H.Rob. & Brettell — Синакалия
- Sinosenecio D.Nord.
- Solanecio (Sch.Bip.) Walp.
- Steirodiscus Less. — Стейродискус. Пять видов однолетних трав из Южной Африки с рассечёнными листьями и жёлтыми или оранжевыми цветами, похожими на маргаритки
- Stilpnogune
- Syneilesis Maxim.
- Synotis (C.B.Clarke) C.Jeffrey & Y.L.Chen — Синотис
- Talamancalia
- Tephroseris (Rchb.) Rchb. — Пепельник
- Tetradymia DC. — Тетрадимия
- Traversia Hook.f.
- Tussilago L. — Мать-и-мачеха. Монотипный род из Северного полушария с листьями, тёмно-зелёными и гладкими с верхней стороны и беловатыми, опушёнными с нижней. Листья распускаются уже после цветения
- Werneria Kunth — Вернерия
- Xenophyllum
- Yermo Dorn